# Ahegg (Buchenberg)
Ahegg (mundartlich: a-ég) ist ein Gemeindeteil des Markt Buchenberg im bayerisch-schwäbischen Landkreis Oberallgäu.

## Geographie
Das Dorf liegt circa zwei Kilometer nordöstlich von Buchenberg. Im Osten grenzt der Ort an die Stadtgrenze von Kempten (Allgäu). Nördlich von Ahegg befindet sich der Herrenwieser Weiher. Durch die Ortschaft fließt die Rottach.

## Ortsname
Der Ortsname setzt sich aus den mittelhochdeutschen Worten ahe für Fluss und ecke für Ecke, Kante zusammen und bedeutet somit (Siedlung an/auf der) Bergnase an der Rottach.

## Geschichte

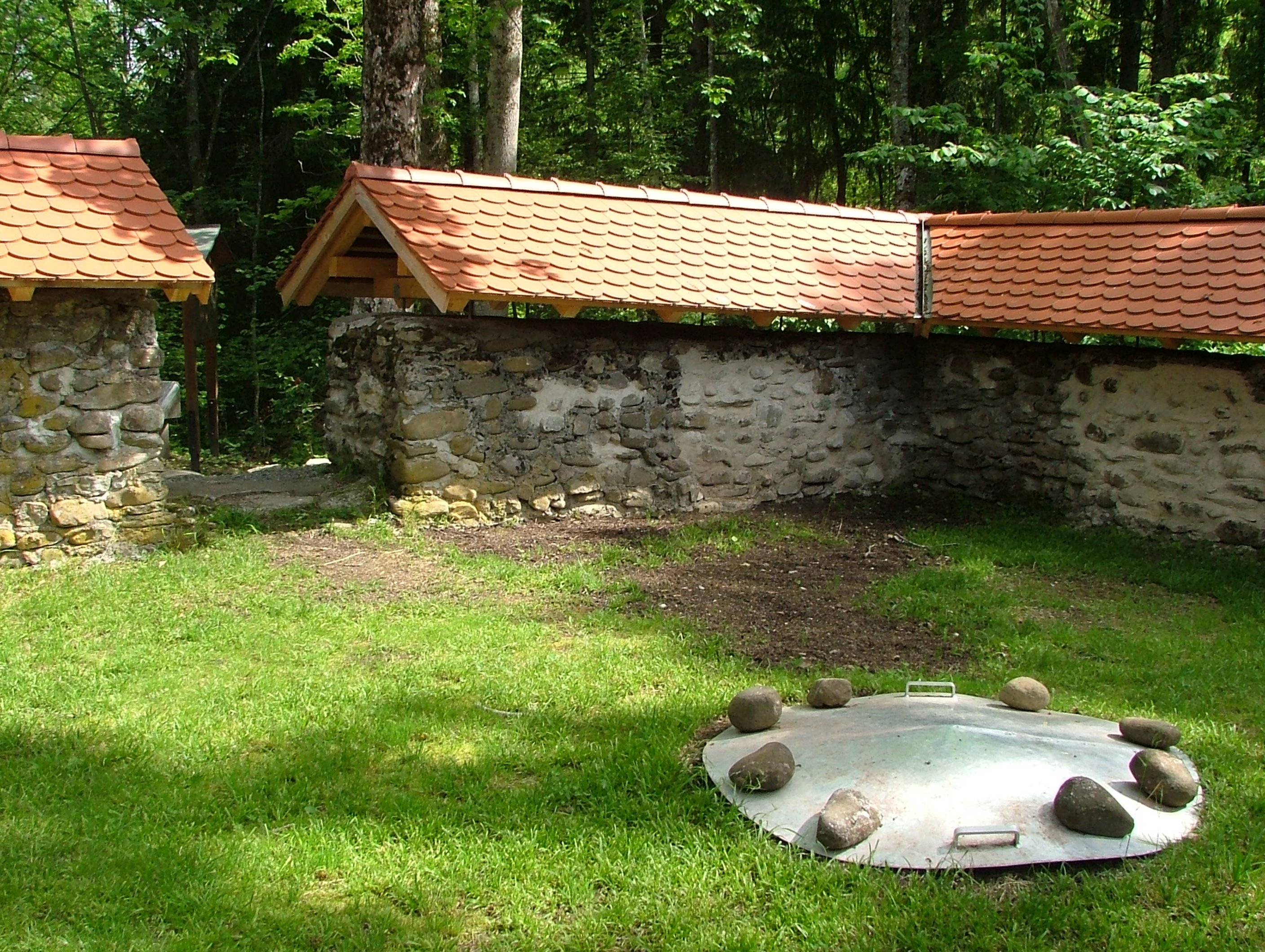
Burgus Ahegg

Zur Römischen Kaierzeit verlief die Römerstraße Kempten–Bregenz durch den heutigen Ort, an der der Burgus Ahegg errichtet wurde, dessen Mauerreste bis heute erhalten blieben. Ahegg wurde erstmals urkundlich im Jahr 1451 erwähnt als Hans Ahegger den Mayerhof in der Ahegg als kemptischen Lehen besaß. Im Mittelalter existierte der Burgstall Ahegg. Zwischen 1951 und 1984 verfügte Ahegg über einen Haltepunkt an der Bahnstrecke Kempten–Isny.

## Baudenkmäler
- Siehe: Liste der Baudenkmäler in Ahegg